# 筑紫隧道
筑紫隧道（日语：／）位處九州新幹線博多-新鳥栖區間，跨越福岡縣與佐賀縣，全長11.865公里，於2002年7月動工，2007年12月1日貫通，並於2011年3月12日投入服務。
此隧道是九州新幹線全線開通的控制性工程，亦是九州地區目前最長的鐵路隧道。

## 工程簡介
隧道穿越矢岳、九千部山及城山三座山峰，埋深最大約500米，為一單洞雙線隧道，其截面呈馬蹄形。全線均為無碴軌道。
沿線主要為花崗岩岩層，並有6條斷層。

## 施工方式
由於沿線部分區段有斷層及地下水問題，故採用新奧工法進行鑽爆施工，以減少引發地質災害的風險。除兩端隧道出入口外，另外設有四個豎井或斜坑，共六個施工面。

### 標段劃分
筑紫隧道共分為四個標段施工，詳情如下：
| 標段名稱 | 起點（博多站起計） | 止點（同左） | 長度  | 施工單位                  |
| -------- | ------------------ | ------------ | ----- | ------------------------- |
| 梶原工區 | 12km970m           | 16km300m     | 3330m | 大成-德倉-大木-松本聯營   |
| 南畑工區 | 16km300m           | 19km685m     | 3385m | 鹿島-松山聯營             |
| 河內工區 | 19km685m           | 22km750m     | 3065m | 前田-大日本-松尾-中野聯營 |
| 山浦工區 | 22km750m           | 25km085m     | 2335m | 安藤﹒間                  |